# Kasachische Eishockeymeisterschaft 2005/06
Die Saison 2005/06 war die 14. Spielzeit der kasachischen Eishockeyprofiliga. Es nahmen sechs Vereine am Wettbewerb teil. Den Titel des Kasachischen Meisters sicherte sich zum ersten Mal Kasachmys Karaganda. Parallel wurde zum vierten Mal der Kasachische Eishockeypokal ausgetragen, den ebenfalls Karaganda gewann und damit das Double perfekt machte.

## Modus
Die sechs Teilnehmer spielten in einer Vierfachrunde, so dass jede Mannschaft auf die Anzahl von 20 Spielen kam. Die Mannschaft mit den meisten Punkten sicherte sich am Ende die Meisterschaft.
Für einen Sieg in der regulären Spielzeit von 60 Minuten erhielt eine Mannschaft drei Punkte, der unterlegene Gegner ging leer aus. Bei einem Unentschieden ging es erstmals überhaupt in die Verlängerung. Wenn dort kein Tor fiel und es beim Unentschieden blieb, erhielt jede Mannschaft einen Punkt. Bei einem Treffer erhielt der Sieger noch zwei Punkte, der Verlierer musste sich mit einem begnügen.

## Abschlusstabelle
Nach Ablauf der 20 Runden sicherte sich erstmals Kasachmys Karaganda den Meistertitel mit vier Punkten Vorsprung auf Kaszink-Torpedo Ust-Kamenogorsk. Die Mannschaft Karagandas gewann 14 ihrer 20 Partien und sicherte sich erstmals den Titel. Der Serienmeister Kaszink-Torpedo Ust-Kamenogorsk wurde nach zwölf Meistertiteln erstmals Vizemeister. Mit ebenfalls vier Punkten Rückstand kam Gornjak Rudny auf den dritten Rang.
Kaszink-Torpedo Ust-Kamenogorsk und Kasachmys Karaganda spielten im Saisonverlauf parallel in der zweitklassigen russischen Wysschaja Liga. Die zweiten Mannschaften Ust-Kamenogorsks und Karagandas sowie Barys Astana, Gornjak Rudny und der HK Irtysch Pawlodar liefen in der drittklassigen russischen Perwaja Liga auf. Darüber hinaus nahm Kaszink-Torpedo Ust-Kamenogorsk am IIHF Continental Cup in der Saison 2005/06 teil.
Abkürzungen: Sp = Spiele, S = Siege, OTS = Siege nach Overtime, U = Unentschieden, OTN = Niederlagen nach Overtime, N = Niederlagen, Pkt = Punkte
|                                 | Sp | S  | OTS | U | OTN | N  | Tore   | Pkt |
| ------------------------------- | -- | -- | --- | - | --- | -- | ------ | --- |
| Kasachmys Karaganda             | 20 | 14 | 0   | 2 | 1   | 3  | 89:033 | 45  |
| Kaszink-Torpedo Ust-Kamenogorsk | 20 | 13 | 0   | 2 | 0   | 5  | 80:047 | 41  |
| Gornjak Rudny                   | 20 | 11 | 1   | 2 | 0   | 6  | 82:054 | 37  |
| Barys Astana                    | 20 | 8  | 1   | 4 | 0   | 7  | 51:051 | 30  |
| HK Irtysch Pawlodar             | 20 | 6  | 0   | 2 | 0   | 12 | 71:075 | 20  |
| Jenbek Almaty                   | 20 | 0  | 0   | 0 | 1   | 19 | 35:148 | 1   |

## Auszeichnungen
| Auszeichnung                             | Spieler            | Team                            |
| ---------------------------------------- | ------------------ | ------------------------------- |
| Wertvollster Spieler (Journalisten-Wahl) | Jewgeni Koreschkow | Kaszink-Torpedo Ust-Kamenogorsk |